# Liste des œuvres de Richard Strauss

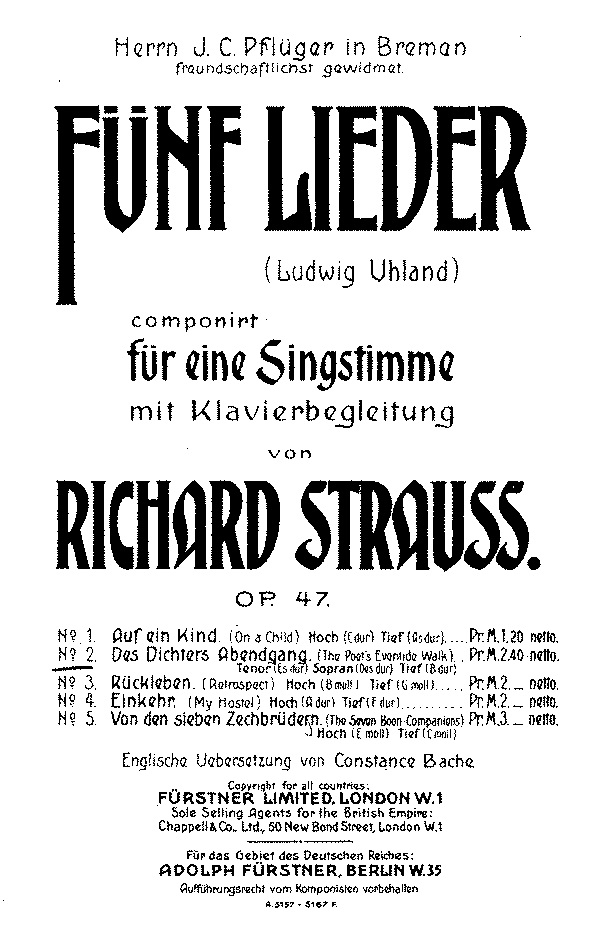
Affiche allemande pour une représentation des œuvres de Richard Strauss

Cet article est une liste détaillée de toutes les compositions de Richard Strauss. La première section liste celles qui ont un numéro d'opus. Dans la seconde section figurent celles qui n'ont pas de numéro d'opus, classées par ordre alphabétique. 

## Œuvres avec numéro d'opus
- Op. 1, Festmarsch pour grand orchestre (1876)
- Op. 2, Quatuor à cordes en la majeur (1880)
- Op. 3, Cinq pièces pour piano (1881)
- Op. 4, Suite en si bémol majeur pour 13 instruments à vent
- Op. 5, Sonate en si mineur pour piano (1881-1882)
- Op. 6, Sonate en fa majeur pour violoncelle et piano (1883)
- Op. 7, Sérénade en mi bémol majeur pour ensemble de vents (1881)
- Op. 8, Concerto en ré mineur pour violon et orchestre (1882)
- Op. 9, Stimmungsbilder pour piano (1882)
- Op. 10, Huit poèmes pour voix haute et piano
  1. Zueignung (Ja, du weibt es, teure Seele)
  2. Nichts (Nennen soll ich)
  3. Die Nacht (Aus dem Walde tritt die Nacht)
  4. Die Georgine (Warum so spät erst, Georgine?)
  5. Geduld (Geduld, sagst du und zeigst mit weibem Finger)
  6. Die Verschwiegenen (Ich habe wohl)
  7. Die Zeitlose (Auf frischgemahtem Weideplatz)
  8. Allerseelen (Stell auf den Tisch die duftenden Reseden)
- Op. 11, Concerto en mi bémol majeur pour cor et orchestre (ou piano) (1883)
- Op. 12, Symphonie en fa mineur (1884)
- Op. 13, Quatuor pour piano et cordes en ut mineur
- Op. 14, Wandrers Sturmlied (en) pour chœur à six voix et orchestre (1884, 1886)
- Op. 15, Cinq lieder pour voix moyenne et haute, et piano
  1. Madrigal (Ins Joch beug' ich den Nacken)
  2. Winternacht (Mit Regen und Sturmgebrause)
  3. Lob des Leidens (Oh schaht des Lebens Leiden nicht!)
  4. Aus den Liedern der Trauer (Dem Herzen ähnlich)
  5. Heimkehr (Leiser schwanken die Aste)
- Op. 16, Aus Italien, fantaisie symphonique pour orchestre (1886)
- Op. 17, Six lieder pour voix haute et piano
  1. Seitdem dein Aug' in meines schaute
  2. Standchen (Mach' auf)
  3. Das Geheimnis (Du fragst mich, Madchen)
  4. Aus den Liedern der Trauer (Von dunklem Schleier umsponnen)
  5. Nur Mut! (Lab das Zagen)
  6. Barkarole (Um der fallenden Ruder Spitzen)
- Op. 18, Sonate en mi bémol majeur pour violon et piano (1887)
- Op. 19, Six lieder pour voix et piano
  1. Wozu noch, Madchen, soll es frommen
  2. Breit uber mein haupt dein schwarzes Haar
  3. Schon sind, doch kalt die Himmelssterne
  4. Wie sollten wir geheim sie halten
  5. Hoffen und wieder verzagen
  6. Mein Herz ist stumm, mein Herz ist kalt
- Op. 20, Don Juan, poème symphonique pour orchestre (1889)
- Op. 21, Schlichte Weisen, cinq lieder pour voix haute et piano
  1. All mein Gedanken
  2. Du meines Herzens Kronelein
  3. Ach Lieb, ich muß nun scheiden
  4. Ach weh mir ungluckhaftem Mann
  5. Die Frauen sind oft fromm und still
- Op. 22, Mädchenblumen pour voix et piano
  1. Kornblumen (Kornblumen nenn' ich die Gestalten)
  2. Mohnblumen (Mohnblumen sind die runden)
  3. Epheu (Aber Epheu nenn' ich jene Madchen)
  4. Wasserrose (Kennst du die Blume, die märchenhafte)
- Op. 23, Macbeth, poème symphonique pour orchestre (1888/1890)
- Op. 24, Mort et transfiguration, poème symphonique pour orchestre (1890)
- Op. 25, Guntram, opéra en trois actes (1894)
- Op. 26, Deux lieder pour voix et piano
  1. Frühlingsgedränge (Frühlingskinder im bunten Gedränge)
  2. O warts du mein
- Op. 27, Quatre lieder pour voix haute et piano
  1. Ruhe, meine Seele (Nich ein Luftchen regt sich leise)
  2. Cäcilie (Wenn du es wubtest)
  3. Heimliche Aufforderung (Auf, hebe die funkelnde Schale)
  4. Morgen (Und morgen wird die Sonne wieder scheinen)
- Op. 28, Till l'Espiègle pour orchestre (1895)
- Op. 29, Trois lieder pour voix haute et piano
  1. Traum durch die Dämmerung (Weite Wiesen im Dämmergrau), poème de Bierbaum
  2. Schlagende Herzen
  3. Nachtgang (Wir gingen durch die stille milde Nacht)
- Op. 30, Ainsi parlait Zarathoustra, poème symphonique pour orchestre (1896)
- Op. 31, Quatre lieder pour voix et piano
  1. Blauer Sommer (Ein blauer Sommer)
  2. Wenn (Und warst du mein Weib)
  3. Weißer Jasmin (Bleiche Blute)
  4. Stiller Gang, op.31 nr.4 (Der Abend graut)
- Op. 32, Cinq lieder pour voix et piano
  1. Ich trage meine Minne
  2. Sehnsucht (Ich ging den Weg entlang)
  3. Liebeshymnus (Heil jenem Tag)
  4. O süßer Mai!
  5. Himmelsboten (Der Mondschein)
- Op. 33, Quatre lieder pour voix et orchestre
- Op. 34, Deux lieder pour chœur à seize voix a capella
- Op. 35, Don Quichotte, variations fantastiques sur un thème chevaleresque pour violoncelle, alto et orchestre (1897)
- Op. 36, Quatre lieder pour voix haute et piano
  1. Das Rosenben (Im Frühlingsschatten fen ich sie)
  2. Für fünfzehn Pfennige
  3. Hat gesagt
  4. Anbetung (Die Liebste steht mir vor dem Gedanken)
- Op. 37, Six lieder pour voix haute et piano
  1. Gluckes genug (Wenn sanft du mir im Arme schliefst)
  2. Ich liebe dich (Vier ad'lige Rosse)
  3. Meinem Kinde (Du schläfst)
  4. Herr Lenz (Herr Lenz springt heute durch die Stadt)
  5. Hochzeitlich Lied (Lab Akaziendufte schaukeln)
- Op. 38, Enoch Arden (en) (1897)
- Op. 39, Cinq lieder pour voix et piano
  1. Leises Lied (In einem stillen Garten)
  2. Junghexenlied (Als nachts ich überm Gebirge ritt)
  3. Der Arbeitsmann (Wir haben ein Bett)
  4. Befreit (Du wirst nicht weinen)
  5. Lied an meinen Sohn (Der Sturm behorcht mein Vaterhaus)
- Op. 40, Une vie de héros, poème symphonique pour orchestre (1899)
- Op. 41, Cinq lieder pour voix haute et piano
  1. Wiegenlied
  2. In der Campagna (Ich grüsse die Sonne)
  3. Am Ufer (Die Welt verstummt)
  4. Bruder Liederlich (Die Feder am Strohhut)
  5. Leise Lieder (Leise Leider sing ich dir)
- Op. 42, Deux compositions pour chœur d'hommes
- Op. 43, Trois lieder pour voix haute et piano
  1. An Sie (Zeit, Verkundigerin der besten...)
  2. Muttertändelei
  3. Die Ulme zu Hirsau (Zu Hirsau in den...)
- Op. 44, Deux lieder pour voix de basse et orchestre
- Op. 45, Trois lieder pour voix d'homme a capella
- Op. 46, Cinq poèmes pour voix et piano
  1. Elin Obdach gegen Sturm und Regen
  2. Gestern war ich Atlas
  3. Die sieben Siegel (Weil ich dich nicht legen kann)
  4. Morgenrot (Dort, wo der Morgenstern hergeht)
  5. Ich sehe wie in einem Spiegel
- Op. 47, Cinq lieder pour voix et piano
  1. 'Auf ein Kind (Aus der Bedrängnis)
  2. Des Dichters Abendgang (Ergehst du dich im Abendlicht)
  3. Ruckleben (An ihrem Grabe kniet' ich fest gebunden)
  4. Einkehr Bei einem Wirte wundermild)
  5. Von den sieben Zechbrudern (Ich kenne sieben list'ge Bruder)
- Op. 48, Cinq lieder pour voix et piano
  1. Freundliche Vision (Nicht im Schlafe)
  2. Ich schwebe (Ich schwebe wie auf Engelsschwingen)
  3. Kling! (Meine Seele gibt reinen Ton)
  4. Winterweihe (In diesen Wintertagen)
  5. Winterliebe (Der Sonne entgegen)
- Op. 49, Huit lieder pour voix et piano
  1. Waldseligkeit (Der Wald beginnt zu rauschen)
  2. In goldener Fulle (Wir schreiten in goldener Fulle)
  3. Wiegenliedchen
  4. Das Lied des Steinklopfers (ich bin kein Minister)
  5. Sie wissen's nicht (Es wohnt ein kleines Vogelein)
  6. Junggesellenschwur (Weine nur nicht)
  7. Wer lieben will, muß leiden
  8. Ach, was Kummer, Qual und Schmerzen
- Op. 50, Feuersnot, opéra en un acte (1901)
- Op. 51, Deux lieder pour voix grave et orchestre
- Op. 52, Taillefer (en), cantate pour chœur mixte, solistes et orchestre (1903)
- Op. 53, Sinfonia Domestica pour orchestre (1902/1904)
- Op. 54, Salomé, opéra en un acte (1905)
- Op. 55, Bardengesang pour chœur d'hommes et orchestre
- Op. 56, Six lieder pour voix et piano
  1. Gefunden (Ich ging im Walde so für mich hin)
  2. Blindenklage (Wenn ich dich frage)
  3. Im Spatboot (Auf der Schiffsbank)
  4. Mit deinen blauen Augen
  5. Frühlingsfeier (das ist des Frühlings traurige Lust!)
  6. Die heiligen drei Könige aus Morgenland
- Op. 57, Deux marches militaires pour orchestre
- Op. 58, Elektra, opéra en un acte (1909)
- Op. 59, Le chevalier à la rose, opéra en trois actes (1911)
- Op. 60
  - Le Bourgeois gentilhomme, suite pour orchestre (1917/1920)
  - Ariane à Naxos, opéra en un acte (1912/1916)
- Op. 61, Prélude festif pour orchestre et orgue (1913)
- Op. 62, Motet allemand pour 4 solistes et chœur à six voix a capella
- Op. 63, La Légende de Joseph, ballet (1912-1914)
- Op. 64, Une Symphonie alpestre pour orchestre (1915)
- Op. 65, La femme sans ombre, opéra en trois actes (1919)
- Op. 66, Krämerspiegel, douze lieder pour voix et piano
  1. Es war einmal ein Bock
  2. Einst kam der bock als Bote
  3. Es liebte einst ein Hase
  4. Drei Masken sah ich am Himmel stehn
  5. Hast du ein Tongedicht vollbracht
  6. O lieber Künstler sei ermahnt
  7. Unser Feind
  8. Von Händlern wird die Kunst bedroht
  9. Es war einmal eine Wanze
  10. Die Künstler sind die Schöpfer
  11. Die Händler und die Macher
  12. O Schropferschwarm, o Händlerkreis
- Op. 67, Six lieder pour voix haute et piano
  1. Ophelia Lieder - nr. 1: Wie Erkenn Ich Mein Treulieb?
  2. Ophelia Lieder - nr. 2: Guten Morgen, 'S Ist Sankt Valentinstag
  3. Ophelia Lieder - nr. 3: Sie Trugen Ihn Auf Der Bahre Bloss
  4. Wer wird von der Welt verlangen
  5. Hab'ich euch denn je geraten
  6. Wanderers Gemutsruhe (Uber's Niedertrachtige)
- Op. 68, Six lieder pour voix et piano
  1. An die Nacht (Heilge Nacht)
  2. Ich wollt ein Sträußlein binden
  3. Säusle, liebe Myrte!
  4. Als mir dein Lied erklang (Dein Lied erklang)
  5. Amor
  6. Lied der Frauen
- Op. 69, Cinq petits lieder (d'après des poèmes de Clemens Brentano) pour voix et piano
  1. Der Stern (Ich sehe ihn wieder)
  2. Der Pokal (Freunde, weihet den Pokal)
  3. 'Einerlei (Ihr Mund ist stets derselbe)
  4. Waldesfahrt (Mein Wagen rollet langsam)
  5. Schlechtes Wetter (Das ist ein schlechtes Wetter)
- Op. 70, Schlagobers (en), ballet en deux actes (1924)
- Op. 71, Trois hymnes pour voix haute et orchestre
- Op. 72, Intermezzo, opéra en deux actes (1924)
- Op. 73, Parergon zur Symphonia Domestica pour piano (main gauche) et orchestre
- Op. 74, Panathenäenzug,étude symphonique pour piano (main gauche) et orchestre (1927)
- Op. 75, Hélène d'Égypte, opéra en deux actes (1928)
- Op. 76, Die Tageszeiten (en), cycle de lieder pour chœur d'hommes et orchestre (1928)
- Op. 77, Gesänge des Orients, cinq lieder pour voix et piano
  1. Ihre Augen (Deine gewolbten Brauen)
  2. Schwung (Gebt mir meinen Becher!)
  3. ''Liebesgeschenke (Ich pfluckte)
  4. Die Allmachtige (Die hochste Macht der Erde)
  5. Die Huldigung (Die Perlen meiner Seele)
- Op. 78, Austria, lied pour chœur d'hommes et orchestre
- Op. 79, Arabella, opéra en trois actes (1933)
- Op. 80, La femme silencieuse, opéra en trois actes (1935)
- Op. 81, Jour de paix, opéra en un acte (1938)
- Op. 82, Daphné, opéra en un acte (1938)
- Op. 83, L'amour de Danaé, opéra en trois actes (1944/1952)
- Op. 84, Japanische Festmusik, pour orchestre (1940)
- Op. 85, Capriccio, opéra (1942)
- Op. 86, Divertimento pour orchestre de chambre d'après des pièces pour piano de Couperin (1942)
- Op. 87, Quatre lieder pour voix de basse et piano
  1. Vom kunftigen Alter (Der Frost hat mir bereifet)
  2. Und dann nicht mehr (Ich sah sie nur ein einzigmal)
  3. Im Sonnenschein (Noch eine Stunde labt mich)
- Op. 88, Trois lieder pour voix et piano
  1. Das Bachlein (Du Bachlein silberhell und klar)
  2. Blick vom oberen Belvedere (Fulle du!)

## Œuvres sans numéro d'opus
- An den Baum Daphne pour chœur à 9 voix a capella
- Andante pour cor et piano (1888)
- Bardengesang pour chœur d'hommes et orchestre (2 versions)
- Burlesque en ré mineur pour piano et orchestre (1886-1890)
- Cadences du Concerto pour piano en ut majeur, K491 de Mozart
- Canon à quatre voix
- Cantate pour chœur d'hommes
- Chant de Noël pour voix soliste et piano
- Chant des soldats pour chœur d'hommes a capella
- Concerto pour cor no 2 en mi bémol majeur (1943)
- Concerto pour hautbois, (1945, Concerto pour hautbois en ré majeur)
- Das Schloss am Meere, mélodrame pour conteur et piano
- Der Bürger als Edelmann, adaptation en trois actes du Bourgeois gentilhomme de Molière
- Der Graf von Rom pour voix et piano
- Des Esels Treasures, comédie en six scènes
- L'ombre de l'âne, opéra inachevé (1949)
- Deux chansons pour ténor / mezzo et guitare ou harpe
- Deux pièces pour quatuor avec piano
- Die Göttin im Putzzimmer (de) pour chœur à 8 voix a capella (1935)
- Double concertino pour clarinette et basson avec orchestre à cordes et harpe (1947)
- Drei Liebeslieder pour voix et piano
- Durch allen Schall und Klang pour voix et piano
- Durch Einsamkeiten pour chœur d'hommes a capella
- Einkehr pour voix soliste et piano
- Fanfare pour l'Orchestre philharmonique de Vienne
- Fanfare pour l'ouverture de la semaine de la musique de la ville de Vienne
- Fantaisie sur Die Frau ohne Schatten
- Feierlicher Einzug der Ritter des Johanniterordens, pour cuivres et timbales
- Festchor pour chœur avec accompagnement au piano
- Festmarsch en do majeur pour orchestre
- Festmarsch en ré majeur pour orchestre
- Festmusik der Stadt Wien pour cuivres et timbales
- Festmusik zu lebenden Bildern pour orchestre
- Hans Adam war ein Erdenkloss pour basse et piano
- Hymne pour chœur et orchestre
- Hymne olympique (en) pour chœur et orchestre (1936)
- Königsmarsch pour orchestre
- Lieder anciens pour voix solo et piano
- Malven pour voix et piano
- Métamorphoses pour 23 cordes solo (1945)
- Munich, valse commémorative pour orchestre (2 versions) (1945)
- Musique de film pour Le chevalier à la rose (1925)
- Musique de scène pour le Roméo et Juliette de Shakespeare
- Ouverture de concert en ut mineur pour orchestre
- Parademarsch, deux marches militaires
- Prélude de mariage pour deux harmoniums
- Quatre derniers lieder pour voix haute et orchestre (1948/1950)
- Romance pour clarinette et orchestre (1879)
- Schneiderpolka pour piano ou orchestre à cordes
- Schwäbische Erbschaft pour chœur d'hommes a capella
- Sérénade en sol majeur pour orchestre
- Sinnspruch pour voix et piano
- Sonatine no 1 en fa majeur pour 16 instruments à vent (1944)
- Symphonie pour instruments à vent, Sonatine no 2 pour 16 instruments à vent (1945)
- Symphonie en ré mineur (1880)
- Thème et 15 improvisations avec fugue pour piano
- Trois chœurs d'hommes a capella
- Utan svafvel och fosfor (en) pour chœur d'hommes a capella (1889)
- Verklungene Feste, ballet d'après les pièces pour piano de Couperin
- Wir beide wollen springen pour voix et piano
- Xenion Nichts vom Vergänglichen pour voix et piano
- Zugemessne Rhythmen pour voix et piano

## Arrangements
- La marche de Brandebourg
- Idomenée (nouvelle version de l'opéra de Mozart)
- Iphigénie en Tauride (nouvelle version de l'opéra de Gluck)
- Six chansons folkloriques (arrangements pour chœur d'hommes)
- Die Ruinen von Athen, pièce de théâtre avec danse et chœur, adapté des Créatures de Prométhée de Beethoven[1]